# Trigoniaceae
Trigoniaceae es una familia de plantas con flores que consiste en 35 especies de 4 géneros diferentes. Es una familia tropical que se encuentra en Madagascar sudeste de Asia, Centroamérica y Sudamérica. 

## Descripción
Son árboles, arbustos o arbustos escandentes; ramas teretes, lenticeladas; plantas hermafroditas. Hojas simples, enteras, alternas u opuestas, nervadura pinnada; estípulas interpeciolares presentes o caducas. Inflorescencias en tirsos, panículas o racimos a veces reducidas a cimas; flores bibracteoladas, zigomorfas, hipóginas a subperíginas, plano de simetría a través del tercer sépalo, receptáculo de forma y tamaño variados, ligeramente giboso en la base; cáliz gamosépalo, la base cupulada, sépalos imbricados en yema, desiguales; corola papilionácea, pétalos 5, contortos en yema, los 2 anteriores formando una quilla, a veces sacciformes, el pétalo posterior o estandarte sacciforme, los 2 pétalos laterales o alas espatulados; estambres 5–8, anteras introrsas, dehiscencia longitudinal; glándulas del disco opuestas al estandarte, a veces laciniadas; ovario súpero. Fruto una cápsula septicida o una sámara 3-alada; semillas exalbuminadas, embrión recto, longitudinal o transverso al eje de la semilla, cotiledones planos, delgados, radícula muy corta.

## Géneros
- Humbertiodendron
- Trigonia
- Trigoniastrum
- Trigoniodendron